# Chironemus delfini
Chironemus delfini is een straalvinnige vissensoort uit de familie van chironemiden (Chironemidae). De wetenschappelijke naam van de soort is voor het eerst geldig gepubliceerd in 1914 door Porter.